# 学園ハンサム
『学園ハンサム』（がくえんハンサム）は、2010年に発売されたパソコン向け同人ゲーム。また、2013年12月2日から東北ペネットよりiOS・Android用アプリが配信されている。

## 概要
2008年に東北芸術工科大学映像学科の生徒8名からなるサークル『チーム欲求腐満』が結成され、第9回ニコニコ映画祭に学園ハンサムのオープニング映像を出展するも、ノミネートはおろか公式落選にも選ばれない結果となる。
メンバーの一人である木足利根曽は、本作のオープニング映像を2009年4月8日にニコニコ動画に投稿した。当初木足はオープニングムービーの製作だけにするつもりだったが、予想以上の反響となり発売を期待する声も多数上がったためゲーム制作に着手した。
2010年8月29日、パソコン向け同人ゲームとして、コミティア93にて体験版を頒布。同年9月、公式サイトで販売される。
2012年9月26日、Mobageより『学園ハンサム for Mobage』が配信。
2012年10月24日、GREEより『学園ハンサム for GREE』が配信。サービス提供は共に東北ペネット。
2013年12月2日、iOS・Android用アプリ『学園ハンサム for スマートフォン 完全版』を配信。
番外作のiOS・Android用アプリとして、2014年3月3日『学園ハンサム Revolution』、同年3月24日『学園ハンサム Chocolate』、同年8月4日『学園ハンサム Restaurant』、2015年1月3日『学園ハンサム いとをかし』を配信。
2015年2月、iOS・Android用アプリ『ハンサムカメラ』を配信。こちらはカメラアプリで、加工機能により学園ハンサムのキャラクターになりきることができる。
2015年10月23日、上記の完全版と四作の番外作、更に新規作のWindows版『学園ハンサム in Paris』全6作品を収録した『学園ハンサム Special』が発売。初回版には、「キャラクターブロマイド7枚セット」と「トレーディング・ゴミ（全3種より、ランダムで1種）」が同梱されている。2016年9月30日、DMM.comより『学園ハンサム Special』のダウンロード版が配信。
2016年5月13日、iOS・Android用アプリ『学園ハンサム育成ゲーム 〜美剣咲夜のサッカー世界に広めたい〜』を配信。こちらはシリーズ初となる育成ゲームである。
また、2013年11月に小説化、PHP研究所より出版される。2015年8月にOVA化される。2016年2月にキャラクターソングCDがハンサムレコードよりリリースされる。
Cool-B Anniversary Project「BLゲーム大賞」でノミネート予定作品の一つに『学園ハンサム Special』が選ばれ、後に正式にノミネート作品の一つとして選ばれる。
2016年6月、地上波テレビアニメ放映を前提としたクラウドファンディング活動を開始、開始5日目で目標金額を達成しアニメ放映が正式に決定する。

## 特徴
本作の特徴の一つに本作の登場人物のほとんどの顎がとがっている事が挙げられるほか、これと関連してゲーム内のシナリオの中には「美剣先輩が顎でサッカー部員Aの胸を刺し、『アゴ殺人鬼』と化した美剣先輩を止めるべく主人公が奔走する」という奇天烈な内容もある。
原作者である木足利根曽はガジェット通信とのインタビューの中で顎をとがらせた理由について「腐女子の知人を通じてBLに興味を持つようになり、自分が特に好きな80～90年代のBL作品を復権させたいと考えた」と述べており、それらの作品を参考にしつつ自分なりにアレンジを加えたと話している。

## 物語
校門を抜けるとハンサムだった。県内トップクラスの実力を誇る男子校、私立薔薇門高校に転入した主人公は数奇な出会いを経験する。七年振りに再会する幼馴染を筆頭に個性的な面々と過ごす日常。そんな中で友情、狂気、愛情、顎、乳首、乳首、乳首、顎、乳首、葛藤と様々な想いが交錯する。主人公が手に取る相手は……。

## 登場人物
本作キャストはゲーム版以降アニメ版でも引き続き継続して起用されている声優を「ゲーム版」、OVA以降キャスティングされたプロ声優たちを「アニメ版」と称している。後述するテレビアニメ版では音声多重放送により、主音声ではアニメ版のキャスト、副音声ではゲーム版のキャストによるセリフ音声が流れる仕様。
下記の「声」は ゲーム版及びOVAゲーム版 / OVA版の順で記載している。

### 主要キャラクター
主人公
声 - 時緒カケル（ときおかける）（OVAゲーム版のみ） / 花江夏樹（はなえなつき）
身長175cm、体重64kg、血液型はA型。
本作の主人公。ゲームにおけるデフォルト名はなく、名前の変更が可能である（しかし音声では、主人公の名前がいつも「ああああ～」「うううんん～」「あらららら」などの擬音と置き換えられる）。小説版とアニメでは「前田良樹（まえだ　よしき）」という名が付けられた。
ごく普通の男子高校生。親の転勤により七年振りに故郷の芯状市（第1作では新庄市と表記された。同作では「マウンテンパークやまがた」という遊園地が出ることから、山形県新庄市のことを指していると思われる）を訪れ、私立薔薇門高校へ編入する。誰にでも別け隔てなく接するが、毒舌な面も持つ。

西園寺 輝彦（さいおんじ てるひこ）
声 - 丼斗クライ（どんとくらい）→音狐路地（ねころじ）（学園ハンサム Revolution以降） / 鈴木裕斗（すずきゆうと）
身長185cm、体重62kg、血液型はO型。10月5日生まれ。
薔薇門高校に勤める教師で、主人公の在籍する2年B組の担任。担当教科は明かされていないが、科学教師を思わせる立ち絵や背景がよく用いられている。美術部の顧問も務めており、自らも絵を得意としている。
突然踊りだす・校内で裸になる等の突拍子のない行動をとることがあり、アウトロー教師として名を馳せる。
かつては神童と呼ばれる天才少年で、海外での画家デビューを目前としていた。しかし、両親が破産し行方を眩ませたことで状況が一変し、崖の上から投身を図りかけたところを次郎に救われた過去を持つ。傷心により芸術に打ち込めなくなり、夢であった画家への道を断念。次郎の勧めで教師の道を進むこととなる。
美剣咲夜とは犬猿の仲で、作品内ではしばしば衝突する姿が見られる。

美剣 咲夜（みつるぎ さくや）
声 - 江愚座イル（えぐざいる）→BBキング∞金×金∞（学園ハンサム Revolution以降） / 木村良平（きむらりょうへい）
身長182cm、体重64kg、血液型はB型。5月27日生まれ。
薔薇門高校3年D組に在籍する男子生徒。
県内一の実力を誇るサッカープレイヤーであり、サッカー部に所属してキャプテンを務める。場所を選ばず「殺人シュート」と呼ばれる殺傷力の高いシュートを繰り出すため、度々生徒たちに被害を与えている。
腕っ節の強い問題児でもあり、校内一の不良として恐れられている。また、つぶあん嫌いが引き金となり無差別殺傷事件を引き起こした。反面、主人公の落とした消しゴムを拾い届ける等の優しい一面も併せ持つ。
本作で一番アゴが尖っており、番外編などでは超人的な存在になることが多い。

鏡 蓮児（かがみ れんじ）
声 - 伊集院吉田（いじゅういんよしだ） / 野宮一範（のみやかずのり）
身長199cm、体重75kg、血液型はAB型。1月13日生まれ。
薔薇門高校2年D組に在籍する男子生徒。薔薇門高校生徒会長にして唯一の生徒会役員。大企業の御曹司でもあるが、世間の常識には疎い。
高飛車な性格の持ち主。格下の者を見下す傾向があり、早乙女拓也を筆頭に他人と衝突することもしばしば見受けられる。
学年トップの成績を誇る秀才であり、テストでは常に1位を保持している。「1位からの転落は死を意味する」をモットーとしており、鏡ルート最終章においては、成績が2位に転落したショックによりプール施設の屋上から身投げを図ろうとした。
うんこに並々ならぬ愛情を持っている。

早乙女 拓也（さおとめ たくや）
声 - 崖乃上野歩ニヨ（がけのうえのぽによ） / 柿原徹也（かきはらてつや）
身長186cm、体重67kg、血液型はA型。6月18日生まれ。
薔薇門高校2年B組に在籍する男子生徒。
主人公の幼馴染みであり、かつては家が隣同士であった。勉強も運動も不得手だが、面倒見の良い明るい性格である。
放課後は実家のお好み焼き屋「乙女っちゃん」を手伝っている。将来の夢はお好み焼き職人となり実家を継ぐことで、自らもオリジナルメニューを編み出し、友人に振る舞うことがある。文化祭ではクラスの中心となってお好み焼き屋を出店し、オリジナルメニュー「カロリーメイトフルーツ味豚玉」を販売した。
カロリーメイトが好物で、特にフルーツ味を好む。
昔から主人公に対して特別な感情を持っており、今回の再会でそれが恋心だと確信する。主人公と夏祭りに出かけた際、自宅に主人公を泊め、眠っている主人公に対して想いを暴露する。拓也ルート最終章では、友情が壊れることを恐れて恋の成就を諦めようとする。だが、主人公に宛てて書いた手紙を本人に読まれたことで恋心に気付かれ、気持ちを汲み取った主人公からの告白により結ばれる。しかし、実家のお好み焼き屋が経営難により倒産、一家で夜逃げを図ることとなる。夜逃げ当日、見送りに来た主人公からのお守りを受け取り、必ず戻ると約束して芯状市を去る。

志賀 慎吾（しが しんご）
声 - 葉売乃動区シロ（はうるのうごくしろ） / 鶴岡聡（つるおかさとし）
身長193cm、体重68kg、血液型はO型。9月6日生まれ。
薔薇門高校2年B組に転入した男子生徒。
寡黙で人との積極的な関わりを避ける傾向がある。休み時間もひとりで過ごすことが多く、周囲から浮いている。
趣味は映画鑑賞で、主人公から映画に誘われた際は鼻血を出して喜んだ。また猫好きでもあり、校内で猫の世話をしている。
聞きなれない単語をよく口にするほか、空を飛ぶ、結界を張る等の魔術的な力を見せることがある。本作品の中で一番謎の多い人物であり、出身地や家族構成等も明らかにされていない。OVAで手書きのプロフィールが登場するが、見知らぬ言語で書かれているため解読が不可能とされている。
原作者である木足利根曽は志賀のキャラクター設定について「他のBLや乙女ゲームにはクールな男性キャラクターがいたため、志賀君はそういうタイプのキャラクターを参考にしつつも、個人的に好きなファンタジーの要素を加えて作った」とインタビューの中で述べている。
シガリータ・シンゴリファー
志賀慎吾のもう一つの姿。序盤は茶色のローブ姿であったが、アルタイス戦で覚醒し純白の鎧を身にまとった姿となる。
16歳の誕生日を迎えた朝、夢の中でお告げを聞き、天空世界ディアハーンを護る天才魔道士として目覚めた。同じくディアハーンの救世主としての素質がある主人公へ夢の中から呼びかけ、共に冒険することとなる。

### サブキャラクター
夏目 次郎（なつめ じろう）
声 - 北雄大（きたゆうだい）→Takaaki（たかあき）（学園ハンサム Revolution以降） / 楠大典（くすのきたいてん）
2月6日生まれ。48歳。
私立薔薇門高校の五代目校長。ウェーブのかかった金髪にサングラス、黄色のジャケットと、校長らしかぬ風貌である。しかし根は優しく、生徒たちの学校生活を見守るだけではなく助言等も行う。
作中ではアドバイザー兼セーブポイントとして登場しており、校長室に赴くことでセーブをすることが出来る。また、完全版と番外編『いとをかし』においては、好感度を上げることで攻略が可能となる。
校内に忍び込み迷子になっていた優と出会い意気投合し、以降はたびたび校長室に招いている。西園寺輝彦とは昔からの知り合いであり、彼の自殺を止め、教師への道を勧めた本人である。

優（ゆう）
声 - 物乃ケヒメ（もののけひめ）→10Re;（いおり）（学園ハンサム Revolution以降） / 明坂聡美（あけさかさとみ）
小学2年生。
主人公の妹だが、完全版二周目以降は女装癖のある弟として描かれる。
やんちゃでおせっかいな性格。よく同級生から告白を受けるが同い歳の男の子には興味がなく、度々薔薇門高校に忍び込んでは次郎と恋愛話に花を咲かせている。
薔薇門高校のイケメンの情報を押さえており、主人公の恋を真剣にサポートしている。

○潤（まるじゅん）
声 - 秋野旬（学園ハンサム Revolution以降） / なし
顔のみの姿で登場する男性。名前に規制音が入る。
主人公と攻略対象との関係を引き裂こうとする等、悪役として描かれることが多いが、作品ごとに経歴や出で立ちが攻略キャラクターによって異なる。完全版では言葉を発しないキャラクターであったが、Revolution以降は音声がついたことにより言葉を話すようになる。

猫（ねこ）
声 - なし / 宮崎珠子（みやざきたまこ）
薔薇門高校付近や校舎内に現れる黄色い猫。志賀慎吾と一緒に描かれることが多いが、彼の飼い猫か否かは不明である。
小説版では、ある行動により主人公達を窮地から救った。

七乃条　那臣（しちのじょう　なおみ）
小説版のみに登場。金髪碧眼の青年で、薔薇門高校のものとは違った制服を身につけている。バイオリンが得意。
薔薇門高校の生徒であると偽って主人公に接近する。だが、彼の正体は薔薇門高校のイケメンオーラを吸収して世界の侵略を目論んでいる地球外生命体であった。
ハンサムたちの必殺技に敗れ、改心して自分の星へと帰っていく。

## 主題歌
『学園ハンサム』主題歌
「デンジャラス☆エデン」
作詞 - チーム欲求腐満 / 作曲・編曲・歌 - 江戸っ子ハイソサエティー

『学園ハンサム育成ゲーム』挿入歌
「鏡の中のME」
作詞・作曲 - 木足利根曽 / 編曲 - s_e_beat / 歌 - 美剣咲夜（キンキン）
「Legend of Sexy」
作詞・作曲 - 木足利根曽 / 編曲 - s_e_beat / 歌 - 美剣咲夜（キンキン）

## OVA
2015年8月28日に発売された。ゲーム版、アニメ版、2種類のW主音声仕様。予約特典はプロトタイプ版DVD（全CV拓也ver.）。

### スタッフ
- 原作 - チーム欲求腐満
- 監督 - 木足利根曽
- キャラクターデザイン - 木足利根曽、椿姫雪奈、ラブスカイRyo、ラヴミーテンダーぷりん、流れ星コスモ
- 美術監督 - 並川佐紀夫
- 色彩設計 - タイガー麻里子
- 撮影 - 中田彩乃
- 編集 - 見瑠区ココア
- 音響監督 - 藤原もりじ
- プロデューサー - 佐藤宙史
- アニメーション制作 - チーム欲求腐満
- 製作 - チーム欲求腐満

### 主題歌
オープニングテーマ「トキメキ☆BOYFRIEND」
作詞 - MASASHI / 作曲 - 尾崎美奈夫 / 編曲 - 渡辺裕太 / 歌 - 音狐路地
エンディングテーマ「ハンサム体操でズンドコホイ」
作詞 - 木足利根曽 / 作曲 - YASUDA NAKATAKA / 編曲 - 渡辺裕太 / 歌 - 10Re;

## テレビアニメ
2016年10月から12月までTOKYO MXとBSフジ、国内外を含め8ヶ所の動画配信サイトで5分枠の短編アニメとして放送および配信された。アニメーション制作は、チーム欲求腐満。監督は、木足利根曽。
このテレビアニメは概要でも前述したとおり、クラウドファンディング制度を使い一般からも出資をしてもらう事により制作している。放送前の2016年6月3日よりMakuakeよりファンドを開始。開始5日目で目標金額を達成し、同年8月にはファンド総額が約600万円（当初目標の346%）を超え、BSを使った全国同時放送も実現した。

### スタッフ
- 監督 - 木足利根曽
- キャラクターデザイン - 木足利根曽、椿姫雪菜、ラブスカイRyo、ラブミーテンダーぷりん、流れ星コスモ
- アニメーション制作 - チーム欲求腐満
- 製作 - 東北ペネット株式会社

### 主題歌
オープニングテーマ「GET!! 夢&DREAM」（第1話 - 第11話）
作詞・作曲 - 木足利根曽 /  編曲 - Morrigan / 歌 - 加賀美祥
エンディングテーマ「真・ハンサム体操でズンドコホイ」（第2話 - 第11話）
作詞・作曲 - 木足利根曽 /  編曲 - Morrigan / 歌 - 10Re;
挿入歌「私立薔薇門学園・校歌」（第12話）
作詞・作曲 - 木足利根曽 /  編曲 - 渡辺裕太 / 歌 - イケメン ALL STARS

### 各話リスト
| 話数   | サブタイトル                 |
| ------ | ---------------------------- |
| 第1話  | 薔薇門高校へようこそ         |
| 第2話  | ときめきいっぱい！薔薇門高校 |
| 第3話  | 志賀君はご機嫌ななめ！？     |
| 第4話  | 激闘！イケメン軍団           |
| 第5話  | ハリキリ運動会でGOGOGO!      |
| 第6話  | 鏡君のエレガントな1日        |
| 第7話  | 美剣先輩読モ伝説             |
| 第8話  | 美剣先輩読モ伝説（後編）     |
| 第9話  | 極上！猫カフェ委員長         |
| 第10話 | お好みレボ☆リューション      |
| 第11話 | ノンストップ！アート革命     |
| 最終話 | イケメンは永遠！             |

### 放送局
| 放送期間                 | 放送時間                     | 放送局   | 対象地域 | 備考             |
| ------------------------ | ---------------------------- | -------- | -------- | ---------------- |
| 2016年10月4日 - 12月20日 | 火曜 1:00 - 1:05（月曜深夜） | TOKYO MX | 東京都   | リピート放送あり |
|                          |                              | BSフジ   | 日本全域 |                  |

| 配信期間                | 配信時間                     | 配信サイト                                                                            | 備考                                                         |
| ----------------------- | ---------------------------- | ------------------------------------------------------------------------------------- | ------------------------------------------------------------ |
| 2016年10月4日 - 1月20日 | 火曜 12:00 更新              | ニコニコチャンネル dアニメストア GYAO! U-NEXT ビデオマーケット Amazonプライム・ビデオ |                                                              |
|                         | 火曜 12：00 更新（現地時間） | ビリビリ                                                                              | 中国の動画配信サイト 『学园Handsome』のタイトルで配信        |
|                         | 火曜 2:00 更新（日本時間）   | クランチロール                                                                        | アメリカの動画配信サイト 『Gakuen Handsome』のタイトルで配信 |

### 反響
テレビアニメ版は第1話放送後からSNSで話題となり、原作ファンからは再現度が高いという評価が寄せられた。
ウェブサイト・アニメ!アニメ!に掲載された第1話のレビューでは「原作のイメージ通り」という評価や放送時間帯が適切であるといった評価が寄せられた。また、オープニングテーマについても、聞けば聞くほどいい曲であるという評価が寄せられた。

### DVD
2016年12月20日に発売。また、前述のクラウドファンティング協力者に本編およびOVAを収録したDVDパッケージを配布。

## 関連商品

### ソフトウェア
学園ハンサム（PC版：2010年9月頒布/Mobage版：2012年9月26日配信/GREE版：2012年10月24日配信/スマートフォン 完全版：2013年12月2日配信）
本編にあたる作品。ハッピーエンド達成数に応じてエキストラシナリオ「志賀君殺人事件～犯人は拓也～」が解放される。また、主題歌「デンジャラス☆エデン」とキャラクターソング「Sexy Luxury～呼び起こす奇跡～」の視聴が可能となる。
学園ハンサム Revolution（2014年3月3日配信）
番外編。完全版の各キャラクターの設定をシャッフルした内容である。ハッピーエンド達成数に応じてエキストラシナリオ「学園ハンサムUNKO」が解放される。
学園ハンサム Chocolate（2014年3月24日配信）
番外編。完全版の続編で、バレンタインデーにちなんだ内容。ハッピーエンド達成数に応じてエキストラシナリオ「鏡君の眼鏡紛失事件」が解放される。
学園ハンサム Restaurant（2014年8月4日配信）
番外編。学園を飛び出し、カフェや料亭を営むキャラクターと共に県内一の美食を目指す内容。ハッピーエンド達成数に応じてエキストラシナリオ「学園ハンサム On Stage」が解放される。
学園ハンサム いとをかし（2015年1月3日配信）
番外編。平安時代が舞台となっており、貴族や歌人となったキャラクターとの恋が描かれる。ハッピーエンド達成数に応じてエキストラシナリオ「学園ハンサム桃太郎」が解放される。
学園ハンサム Special（PC版：2015年10月23日発売、DL版：2016年9月30日配信）
完全版と上記の番外編4作収録、更に新規作「学園ハンサム in Paris」を追加した内容。初回特典はポストカードセット、トレーディング・ゴミ（三種よりランダム封入）。PC版の永久同梱特典及びDL版の購入特典としては壁紙4種、マウスポインター7種、システムボイス49音。
学園ハンサム育成ゲーム 〜美剣咲夜のサッカー世界に広めたい〜（2016年5月13日配信）
シリーズ初となる育成ゲーム。今作での主人公は美剣咲夜。タップ操作で、たくさんの人にサッカーを広めていくことを目指す内容。エンディングをコンプリートで、新エンディングが解放される。

### 書籍
小説
- 学園ハンサム（2013年11月14日発売）ISBN:978-4569761015

著・挿絵：木足利根曽
完全版の美剣咲夜ルート、志賀慎吾ルート及び優ルートをベースとしている。全11章構成であり、最終章が分岐するというゲーム感覚の仕掛けが施されている。

### 楽曲
- Sexy Luxury～呼び起こす奇跡～

作詞：木足利根曽、作曲：江戸っ子ハイソサエティー、歌：美剣咲夜（江愚座イル)
配信限定楽曲、2009年配信
- 学園ハンサム キャラクターソング Vol.1 美剣咲夜 Legend of Sexy

作詞・作曲：木足利根曽、編曲：s_e_beat、歌：美剣咲夜（キンキン）
2016年2月4日発売、YKTP-02、週間150位
- 学園ハンサム キャラクターソング Vol.2 西園寺輝彦 背徳のLesson

作詞・作曲：木足利根曽、編曲：渡辺裕太、歌：西園寺輝彦（音狐路地）
2016年5月10日発売、YKTP-07、週間200位
- GET!! 夢&DREAM

作詞・作曲：木足利根曽、編曲：Morrigan、歌：加賀美祥、10Re;
2016年11月22日発売予定、YKTP-11

### モバイル
スマートフォン用のツールアプリ
- LINEスタンプ
  - 学園ハンサム（2014年11月21日配信）
  - Revolution & Chocolate（2015年1月13日配信）
  - Restaurant & いとをかし（2015年6月14日配信）
  - 学園ハンサム The Animation（2015年9月7日配信）
- ハンサムカメラ（2015年2月10日配信）

## コラボレーション作品
飲食店とのコラボレーション
- 神戸アニメストリート内アニソンカフェ SIDE28にて2015年10月1日から10月27日まで[34]、更に期間を延長し、2015年10月30日から11月1日まではハロウィン仕様で[35]『学園ハンサム ドキドキ☆カフェー』開催された。
- 神戸アニメストリート内アニソンカフェ SIDE28にて2015年10月18日に『学園ハンサム×SPLASH!!』が開催された[36]。
- 第4回8はちアソビ 西放射線ユーロードにて2015年11月7日から11月8日まで『学園ハンサムCAFE』が開催された[37]。
- キャラクレ! 原宿店にて2016年4月1日から4月14日まで『キャラクレ! meets 学園ハンサム』が開催された[38]。
- ニコバー上野店および道頓堀店にて2016年5月7日から5月22日まで『学園ハンサム コラボバー』が開催された[39]。

ゲームとのコラボレーション
- 超次元アクション ネプテューヌU[40]

特設サイトにて超次元アクション ネプテューヌUのキャラクターとのコラボイラストが掲載される。
- 裸執事[41][42]

特設サイトにて裸執事のキャラクターとのコラボイラストが掲載される。
- 平安男子にされるがまま!?[43]

ゲーム内コンテンツ「京八流道場」に学園ハンサム いとをかしのキャラクターが登場し、彼らに勝負を挑むことができる。
- 星彼Days[44]

2016年11月21日から12月20日の期間限定で開催。「星彼Days」のゲーム内コンテンツである限定ガチャやログインボーナスで、学園ハンサムに関連した衣装や髪型の入手。ミッション達成でコラボストーリーが見られる。

## 反響

### 作品に対する反響
木足利根曽は「イベント来場者の9割以上が女性で、うち半数以上が腐女子だった。美剣先輩の人気が最も高かったが、ダントツというわけではなく、他キャラクターにもファンが分散している感じだった」と述べている。
また、本作のパロディや二次創作も盛んに行われ、台湾からMADムービーが投稿されたこともあった。
本作のファンはハンサマーと呼ばれており、中華圏でも「帥哥粉」という呼称が用いられている。

### 評価
ねとらぼは本作のシナリオについて「狂気の次元が違い、突っ込みどころ満載で面白かった」と述べた。
また、ガジェット通信のマツダ草介は本作を「お笑いジェットコースター」と評し、登場人物の顎を採れたてのダイコンのようだと述べた。